# Puèglaurenç (Losera)
Puèglaurenç (en francès La Bastide-Puylaurent) és un municipi francès situat al departament del Losera i a la regió d'Occitània.